# Jonah Falcon
Pour les articles homonymes, voir Falcon.
Jonah Falcon
Jonah Falcon, né le 29 juillet 1970 à New York, est un acteur, écrivain et présentateur de télévision américain. En 1999, il attire l'attention du public sur la taille de son pénis, qui serait le plus grand jamais enregistré avec 38 centimètres de longueur en érection. Toutefois, Falcon n’a pas autorisé ou permis la vérification indépendante de ce chiffre.

## Biographie
Jonah Falcon est né à Brooklyn (New York). Son père, Joe Falcon, est décédé quand il avait deux ans.
Plus tard, Jonah Falcon intégrera la Bronx High School of Science dont il sortira diplômé en 1998.
Depuis 1995, Jonah Falcon apparaît dans de nombreux films et séries télévisées américains : Gotham, Blacklist, Les Soprano, New York, police judiciaire, Dos au mur...

## Vie privée
Jonah Falcon se dit bisexuel. Son cousin, Ben Lewin, confiera à Rolling Stone que Falcon n'est ni hétéro ni gay, et qu'il aimera quiconque ne lui fera pas de mal.
Il affirme avoir couché avec plusieurs immenses célébrités grâce à la taille de son pénis.

## Anatomie
En 1999, Jonah Falcon attire l'attention des médias, lors d'un documentaire de la HBO intitulé Private Dicks: Men Exposed, où l'on interroge des hommes de 17 à plus de 70 ans sur leur pénis,. En 2006, il apparaît également dans un documentaire britannique de la |Channel 4, The World's Biggest Penis (en français : Le plus grand pénis du monde).
En 2003, le magazine Rolling Stone lui consacre un reportage disant que Jonah Falcon possède un pénis de 9,5 pouces (24,13 cm) au repos et 13,5 pouces (34,29 cm) en érection.
En mars 2010, dans l'émission de télévision satirique The Daily Show, Jonah Falcon annonce avoir été contacté plusieurs fois pour tourner dans des films pornographiques, mais il précise avoir toujours refusé.
En juillet 2012, alors qu'il passe un poste de contrôle aéroportuaire à l'Aéroport international de San Francisco, il est considéré comme porteur d'un paquet suspect. Jonah Falcon précisera que les policiers l'ayant contrôlé pensaient qu'il était atteint d'une tumeur.
Le 18 novembre 2021, dans l'émission This Morning (en) présentée par Phillip Schofield (en) et Josie Gibson, alors que les présentateurs comparaient la taille du pénis de Jonah Falcon avec un tube de la même longueur et une aubergine de la même largeur, ce dernier leur montra une photo de son pénis, ce qui laissa les présentateurs choqués et bouche bées. Schofield félicita Falcon pour la taille de son pénis.

## Filmographie

### Cinéma
- 1995 : Mercy de Richard Shepard : Ivre dégoutant
- 1996 : Eddie de Steve Rash : Fan des Knicks
- 1997 : A, B, C... Manhattan (en) de Amir Naderi : Musicien
- 2001 : Un homme d'exception de Ron Howard : Malade mental
- 2002 : Crève, Smoochy, crève ! de Danny DeVito : Homme
- 2002 : Père et Flic de Michael Caton-Jones : Employé de Fast-food
- 2006 : Lucky Girl de Donald Petrie : Le témoin du marié
- 2006 : Raisons d'État de Robert De Niro : Serveur
- 2007 : Across the Universe de Julie Taymor : Manifestant
- 2012 : Dos au mur de Asger Leth : Chef
- 2019 : Seberg de Benedict Andrews : Journaliste français
- 2020 : Si tu savais... de Alice Wu : Paroissien

### Séries télévisées
- 1998 : Melrose Place de Darren Star : Serveur (3 épisodes)
- 1999 : New York, unité spéciale de Dick Wolf : Juré (1 épisode)
- 2000 : Madigan de père en fils de Cindy Chupack (en) (1 épisode)
- 2000 et 2001 : Ed de Jon Beckerman (en) et Rob Burnett : Barfly (2 épisodes)
- 2003 : New York, police judiciaire de Dick Wolf : Juré numéro 2 (1 épisode)
- 2006 : Les Soprano de David Chase : Dave (1 épisode)
- 2013 : Blacklist de Jon Bokenkamp : Otage (1 épisode)
- 2014 : Gotham de Bruno Heller : Barman (1 épisode)